# Sericoptera virginaria
Sericoptera virginaria là một loài bướm đêm trong họ Geometridae.